# Godzina wychowawcza
Godzina wychowawcza – zwykle jedna godzina lekcyjna w tygodniowym planie nauczania, która jest przeznaczona do dyspozycji wychowawcy danej klasy.
Godzina wychowawcza służy pedagogowi do podejmowania i integracji działań wychowawczych całej szkoły (jako placówki wychowawczej) w stosunku do uczniów konkretnej klasy. Właściwym programem, który powinien być realizowany w ramach godziny wychowawczej, jest analiza procesu przemian uczniów pod względem wychowawczym. Na tematykę lekcji składają się zagadnienia ogólne (m.in. społeczne, kulturowe, moralne, bieżące wydarzenia mające oddźwięk w mediach), a także szczegółowe – dotyczące życia szkolnego (m.in. postępy klasy w nauce i zachowaniu, działalność samorządu i szkolnych organizacji, samopomocy uczniów, spraw związanych z działaniami niewynikającymi bezpośrednio z toku nauczania: imprez i uroczystości szkolnych, wycieczek). Częstą metodą stosowaną podczas godziny wychowawczej jest swobodna, niewymuszona dyskusja, która umożliwia uczniom przedstawienie własnych poglądów na omawianą sprawę.